# BBN 테크놀로지스
BBN 테크놀로지스(BBN Technologies 원래는 Bolt Beranek and Newman)는 연구개발 용역을 제공하는 하이테크 회사로서, 1948년에 MIT의 두 교수 레오 베라넥(Leo Beranek)과 리처드 볼트(Richard Bolt) 그리고 볼트의 제자 로버트 뉴먼(Robert Newman)에 의해서 설립되었다.
BBN은 음향 컨설팅 회사로 출발하였다. 그들의 최초 계약은 뉴욕에 있는 유엔 총회의실의 음향 설계에 대한 자문이었다. 그들은 워터게이트 스캔들과 관련하여 18분간 지워진 리처드 닉슨의 테이프를 검사하였다. 컴퓨터 네트워크 분야에서 BBN의 눈부신 업적은 ARPANET의 구현과 운영이었다.